# Charikles
Charikles, Sohn des Apollodoros, war ein Athener Politiker und Feldherr zur Zeit des Peloponnesischen Krieges (431 v. Chr. – 404 v. Chr.). Er wurde etwa um das Jahr 455 v. Chr. geboren und ist (wahrscheinlich) 403 v. Chr. in Eleusis umgekommen.
Charikles war einer der Untersuchungskommissare, die 415 v. Chr. von der Stadt ernannt wurden, um den Hermenfrevel aufzuklären, bei dem zahlreiche Statuen in der ganzen Stadt verstümmelt worden waren. Charikles trug mit seinen Entscheidungen dazu bei, die Atmosphäre der Hexenjagd, die sich in der Stadt ausgebreitet hatte, weiter zu verstärken, indem er gemeinsam mit Peisandros die Untat als Angriff auf die Demokratie und damit das athenische Regierungssystem als ganzes deutete. 
413 v. Chr. wurde er gemeinsam mit dem Admiral Demosthenes mit einer Flotte um die peloponnesische Halbinsel herum geschickt und es gelang ihm, eine kleine Insel an der Küste Lakoniens zu befestigen und sie zu einem Brückenkopf im spartanischen Feindesland auszubauen.
In der Zeit nach dem Scheitern der athenischen Sizilien-Expedition scheint er sich verstärkt aufseiten der oligarchischen Partei in Athen engagiert zu haben. Wie Isokrates berichtet wurde er wegen dieser Parteitätigkeit sogar aus der Stadt verbannt, vermutlich wegen seiner Rolle im Zusammenhang mit der oligarchischen Herrschaft der Vierhundert im Jahr 411 v. Chr.
Spätestens 404 v. Chr. kehrte er jedoch aus dem Exil zurück und wurde zu einem Mitglied des dreißigköpfigen oligarchischen Regierungskollegiums, den „Dreißig Tyrannen“, gewählt. Der Philosoph Aristoteles rechnet Charikles dabei zu den führenden Köpfen unter den Dreißig und schreibt, dass „unter den Dreißig zu Athen Charikles und sein Anhang die Oberhand hatte, weil er seinen Kollegen zu schmeicheln verstand“. Der Redenschreiber Lysias spricht von „Charikles und Kritias und ihrem Klub“. Dies deutet darauf hin, dass Charikles nach Kritias der zweitwichtigste Mann unter den Dreißig Tyrannen gewesen ist.
In seinen „Erinnerungen an Sokrates“ schildert der Historiker Xenophon, wie Kritias und Charikles sich gemeinsam darum bemühten, den athenischen Philosophen Sokrates, der sie öffentlich kritisierte, mundtot zu machen, indem sie versuchten, ihm genaue Vorschriften für seine Tätigkeit zu machen und ihm untersagten, öffentlich „die Kunst der Gesprächsführung“ zu lehren.
Nach dem Ende der Tyrannei, Anfang 403 v. Chr. zog sich Charikles wahrscheinlich wie andere Anhänger der Oligarchie den Vereinbarungen mit der neuen demokratischen Regierung gemäß in die befestigte Stadt Eleusis zurück. Möglicherweise ist er bei dem späteren Vorstoß demokratischer Truppen vor die Stadt und bei den dann stattfindenden Verhandlungen mit den meisten seiner Tyrannen-Kollegen von den Demokraten ermordet worden.